# Sterling, Illinois
Sterling là một thành phố thuộc quận Whiteside, tiểu bang Illinois, Hoa Kỳ. Năm 2010, dân số của thành phố này là 15370 người.

## Dân số
Dân số qua các năm:
- Năm 2000: 15451 người.
- Năm 2010: 15370 người.